# Neftchi Ferghana
Maillots
Actualités
Le Neftchi Ferghana futbol klubi (en ouzbek : Нефтчи Фергана футбол клуби), plus couramment abrégé en Neftchi Ferghana, est un club ouzbek de football fondé en 1962 et basé dans la ville de Ferghana.

## Palmarès
| Compétitions nationales | Compétitions internationales          |
| --- | ------------------------------------- |
| - Championnat d'Ouzbékistan (5) : - Champion : 1992, 1993, 1994, 1995 et 2001. - Vice-champion : 1996, 1997, 1998, 1999, 2000, 2002, 2003, 2004 et 2006. - Coupe d'Ouzbékistan (2) : - Vainqueur : 1994 et 1996. - Finaliste : 1997, 1998, 2001, 2002 et 2005. | - Coupe de la CEI - Finaliste : 1994. |

## Personnalités du club

### Présidents du club
- Muysin Mekhmonov

### Entraîneurs du club
- Arkadi Alov (1969 – 1970)
- Youri Sarkisian (janvier 1987 – 16 mai 2013)
- Amet Memet (2013 – 2014)
- Mourod Ismoïlov (16 mai 2013 – 14 septembre 2015)
- Andreï Fiodorov (15 septembre 2015 – 5 juin 2017)
- Vadim Abramov (5 juin 2017 – 16 décembre 2017)
- Sergeï Kovshov (27 janvier 2018 – )